# Kalyl Amaro
Kalyl Amaro (* 28. Juni 1998) ist eine französische Sprinterin, die sich auf den 400-Meter-Lauf spezialisiert hat.

## Sportliche Laufbahn
Erstmals bei einer internationalen Meisterschaft trat Kalyl Amaro bei den U20-Europameisterschaften in Grosseto 2017 an. Dort erreichte sie im Einzelbewerb das Halbfinale und schied dort mit 55,30 s aus, während sie mit der französischen 4-mal-400-Meter-Staffel in 3:34,54 min den fünften Platz belegte. 2019 siegte sie bei den U23-Mittelmeerhallenmeisterschaften in Miramas in 54,76 s und erhielt damit einen Platz in der Staffel für die Halleneuropameisterschaften in Glasgow, bei denen sie in 3:32,12 min auf Rang vier gelangte. Anschließend schied sie bei den U23-Europameisterschaften in Gävle mit 54,00 s in der ersten Runde aus und wurde mit der Staffel im Finale disqualifiziert. Bei den World Athletics Relays 2021 im polnischen Chorzów belegte sie in 3:40,58 min den achten Platz in der 4-mal-400-Meter-Staffel.

## Persönliche Bestzeiten
- 400 Meter: 52,71 s, 30. Juni 2019 in Châteauroux
  - 400 Meter (Halle): 53,27 s, 20. Februar 2021 in Miramas